# Protocobitis typhlops
Protocobitis typhlops là một loài cá vây tia thuộc họ Cobitidae. Đây là loài đặc hữu, chỉ có ở vùng Quảng Tây, Trung Quốc.